# RAC Tourist Trophy 1963

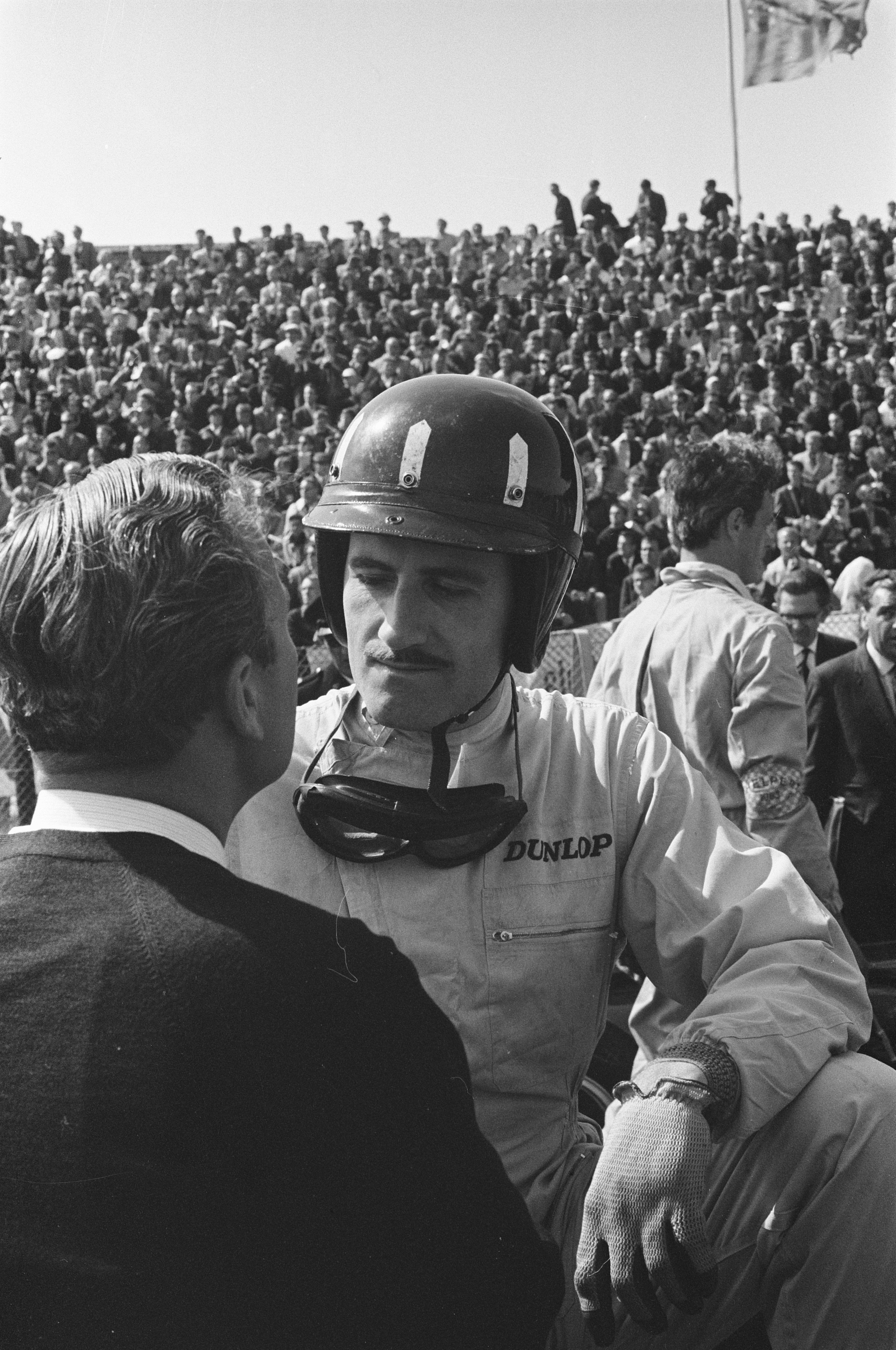
Graham Hill, hier beim Großen Preis der Niederlande 1963, siegte bei der RAC Tourist Trophy

Die 28. RAC Tourist Trophy, auch News of The World sponsor the 28th R.A.C. Tourist Trophy Race, Goodwood. fand am 24. August 1963 auf der Rennstrecke von Goodwood statt und war der 16. Wertungslauf der Sportwagen-Weltmeisterschaft dieses Jahres.

## Das Rennen
Auch 1962 fand die RAC Tourist Trophy auf der Rennstrecke von Goodwood statt. Auf der 3,862 Kilometer langen Rennstrecke waren GT-Fahrzeuge in drei Rennklassen startberechtigt. Die Renndistanz betrug 500 Kilometer, was einer Renndistanz von knapp drei Stunden entsprach. Das Training dominierten die beiden Maranello Concessionaires-Ferrari 250 GTO, die von Graham Hill und Mike Parkes gefahren wurden. Hill fuhr mit einer Zeit von 1:27,000 Minuten die schnellste Trainingsrunde und war dabei um vier Zehntelsekunden schneller als Parkes. Auch im Rennen waren die beiden Ferrari-Piloten ungefährdet und lieferten sich bis zum Ende des Rennens einen harten Zweikampf, den Hill mit dem knappen Vorsprung von erneut nur vier Zehntelsekunden für sich entschied. 

## Ergebnisse

### Schlussklassement
| 1               | GT 3.0   | 11 | John Coombs Maranello Concessionaires | Graham Hill                     | Ferrari 250 GTO              | 130 |
| 2               | GT 3.0   | 12 | John Coombs Maranello Concessionaires | Mike Parkes                     | Ferrari 250 GTO              | 130 |
| 3               | GT + 3.0 | 9  | C. T. Atkins                          | Roy Salvadori                   | Jaguar E-Type Lightweight    | 129 |
| 4               | GT + 3.0 | 10 | John Coombs                           | Jack Sears                      | Jaguar E-Type Lightweight    | 129 |
| 5               | GT 3.0   | 16 | Fordwall Garage                       | David Piper                     | Ferrari 250 GTO              | 128 |
| 6               | GT + 3.0 | 7  | Protheroe Cars                        | Dick Protheroe                  | Jaguar E-Type Lightweight    | 128 |
| 7               | GT + 3.0 | 2  | David Brown                           | Innes Ireland                   | Aston Martin DP214           | 128 |
| 8               | GT 3.0   | 15 | North American Racing Team            | Roger Penske                    | Ferrari 250 GTO LMB          | 126 |
| 9               | GT + 3.0 | 5  | Peter Lumsden                         | Peter Lumsden                   | Jaguar E-Type Lightweight    | 126 |
| 10              | GT 3.0   | 17 | Chris Kerrison                        | Chris Kerrison Peter Sutcliffe  | Ferrari 250 GT SWB Drogo     | 119 |
| 11              | GT 2.0   | 22 | Chris Barber                          | Mike Beckwith                   | Lotus Elite                  | 116 |
| 12              | GT 2.0   | 29 | Dickie Stoop                          | Dickie Stoop                    | Porsche 356B 2000 GS Carrera | 115 |
| 13              | GT 2.0   | 33 | J. T. Parker                          | Bob Duggan Mike Johnson         | Lotus Elite                  | 114 |
| 14              | GT 2.0   | 32 | Farnborough Racing Ent.               | Tom Threlfall                   | Lotus Elite                  | 113 |
| 15              | GT 2.0   | 28 | Richard Jacobs                        | Andrew Hedges Keith Greene      | MG Midget                    | 112 |
| 16              | GT 2.0   | 21 | Team Elite                            | Clive Hunt                      | Lotus Elite                  | 112 |
| 17              | GT 2.0   | 26 | Morgan Motor Co.                      | Adrian Dence                    | Morgan Plus 4SS              | 111 |
| 18              | GT 2.0   | 30 | Grantura Engineering                  | Tommy Entwistle Keith Aitchison | TVR Grantura                 | 101 |
| 19              | GT 2.0   | 19 | Royal Air Force Motor Sports          | Ken Mackenzie                   | Turner Sprint                | 100 |
| Ausgefallen     |          |    |                                       |                                 |                              |     |
| 20              | GT + 3.0 | 1  | David Brown                           | Bruce McLaren                   | Aston Martin DP214           | 94  |
| 21              | GT 2.0   | 19 | Chequered Flag                        | Graham Warner                   | Lotus Elan                   | 60  |
| 22              | GT 2.0   | 18 | SMART                                 | John Whitmore                   | Lotus Elan                   | 51  |
| 23              | GT 2.0   | 34 | Charles Hodgson                       | Charles Hodgson                 | Lotus Elan                   | 46  |
| 24              | GT 2.0   | 25 | Morgan Motor Co.                      | Pip Arnold                      | Morgan Plus 4SS              | 35  |
| 25              | GT 2.0   | 20 | Team Elite                            | Frank Gardner                   | Lotus Elan                   | 23  |
| 26              | GT 2.0   | 23 | Farnborough Racing Ent.               | Jon Derisley                    | Lotus Elite                  | 23  |
| 27              | GT 3.0   | 14 | Tommy Hitchcock                       | Tommy Hitchcock                 | Ferrari 250 GTO              | 19  |
| 28              | GT 2.0   | 35 | Roger Nathan                          | Roger Nathan                    | Lotus Elite                  | 14  |
| 29              | GT 2.0   | 24 | Morgan Motor Co.                      | Chris Lawrence                  | Morgan Plus 4SS              | 8   |
| 30              | GT 2.0   | 27 | Richard Jacobs                        | Alan Foster                     | MG Midget                    | 3   |
| Nicht gestartet |          |    |                                       |                                 |                              |     |
| 31              | GT + 3.0 | 3  | John Willment Autos                   | Jack Sears Ken Miles            | Shelby Cobra                 | 1   |
| 32              | GT + 3.0 | 4  | John Willment Autos                   | Bob Olthoff                     | AC Cobra                     | 2   |
| 33              | GT 3.0   | 36 | Ray Meredith                          | Ray Meredith John Brown         | Morgan Plus 4                | 3   |

1 nicht gestartet
2 nicht gestartet
3 nicht gestartet

### Nur in der Meldeliste
Hier finden sich Teams, Fahrer und Fahrzeuge, die ursprünglich für das Rennen gemeldet waren, aber aus den unterschiedlichsten Gründen daran nicht teilnahmen.
| Pos. | Klasse   | Nr. | Team            | Fahrer                     | Chassis                   |
| ---- | -------- | --- | --------------- | -------------------------- | ------------------------- |
| 34   | GT + 3.0 | 6   | Peter Sutcliffe | Peter Sutcliffe            | Jaguar E-Type Lightweight |
| 35   | GT + 3.0 | 8   | Peter Lindner   | Peter Lindner Peter Nöcker | Jaguar E-Type Lightweight |

### Klassensieger
| Klasse   | Fahrer         | Fahrzeug                  | Platzierung im Gesamtklassement |
| -------- | -------------- | ------------------------- | ------------------------------- |
| GT + 3.0 | Roy Salavadori | Jaguar E-Type Lightweight | Rang 3                          |
| GT 3.0   | Graham Hill    | Ferrari 250 GTO           | Gesamtsieg                      |
| GT 2.0   | Mike Beckwith  | Lotus Elite               | Rang 11                         |

### Renndaten
- Gemeldet: 35
- Gestartet: 30
- Gewertet: 19
- Rennklassen: 3
- Zuschauer: unbekannt
- Wetter am Renntag: warm und trocken
- Streckenlänge: 3,862 km
- Fahrzeit des Siegerteams: 3:16:45,600  Stunden
- Gesamtrunden des Siegerteams: 130
- Gesamtdistanz des Siegerteams: 502,115 km
- Siegerschnitt: 153,115 km/h
- Pole Position: Graham Hill – Ferrari 250 GTO (#11) – 1:27,000 = 159,824 km/h
- Schnellste Rennrunde: Graham Hill – Ferrari 250 GTO (#11) – 1:27,400 = 159,023 km/h
- Rennserie: 15. Lauf zur Sportwagen-Weltmeisterschaft 1963